# 316527 Jurgenoberst
316527 Jurgenoberst este o planetă minoră (asteroid) din centura de asteroizi. A fost descoperită pe 19 martie 2001 la stazione osservativa di Asiago Cima Ekar⁠(d) de  și a fost numită după Jürgen Oberst⁠(d). 
Obiectul prezintă o orbită caracterizată de o semiaxă mare de 3,1179982877776 UAi, o excentricitate de 0,16121856598562, o înclinație de 26,542701682548 ° în raport cu ecliptica.